# Вільям Райс (веслувальник)
Вільям Райс (англ. John Rice, 1881 — ) — канадський академічний веслувальник.
Срібний призер Олімпійських Ігор 1904 року в складі вісімки.